# Він приїхав у День всіх святих (фільм, 1943)
«Він приїхав у День всіх святих» (фр. Le voyageur de la Toussaint) — франко-італійська кримінальна драма 1943 року, поставлена режисером Луї Дакеном за романом Жоржа Сіменона 1941 року.

## Сюжет
Після смерті батьків, артистів мюзик-холу, Жиль Мовуазен (Габріель Дорзіа) повертається в рідний Ла-Рошель. Там він дізнається, що став єдиним спадкоємцем дядька, що нещодавно помер, одного з найвпливовіших і найбагатших жителів міста. Дружина його дядька Колетт звинувачується в отруєнні чоловіка. Почавши власне розслідування разом з колишнім поліцейським, Жиль розгадує таємницю смерті дядька і знімає звинувачення з Колетт. Потім від'їжджає разом з нею в інші краї.

## У ролях
| Ася Норіс       | ···· | Колетт Мовуазен |
| Жуль Беррі      | ···· | Плантель        |
| Габріель Дорзіа | ···· | Жеральдін Елой  |
| Жан Дезайї      | ···· | Жиль Мовуазен   |
| Гійом де Сакс   | ···· | Бабен           |
| Симона Валер    | ···· | Аліс Лепарт     |
| Серж Реджані    | ···· | Боб Елой        |
| Юбер Прелір     | ···· | доктор Соваже   |
| Жак Кастело     | ···· | Жан Плантель    |
| Жан Дідьє       | ···· | матрос          |

## Ремейк
У 2007 році на екрани вийшов однойменний телевізійний ремейк стрічки, поставлений режисером Філіппом Лайком з Рено Сестром у головній ролі.